# توالد بيطري
التوالد البيطري (بالإنجليزية: Theriogenology)‏ هي فرع من فروع الطب البيطري المعنية بالتناسل، بما في ذلك علم وظائف الأعضاء وعلم الأمراض في الجهاز التناسلي للذكور والإناث من الحيوانات والممارسة السريرية البيطرية بطب التوليد وطب النساء وطب الذكورة. والمولدون البيطريون هم الذين يتم تدريبهم في مجال التناسل والتوليد. وأغلبهم معتمدون من الكلية الأمريكية للمولدين البيطريين.